# ウィリアム・フィッツロイ (第6代グラフトン公爵)

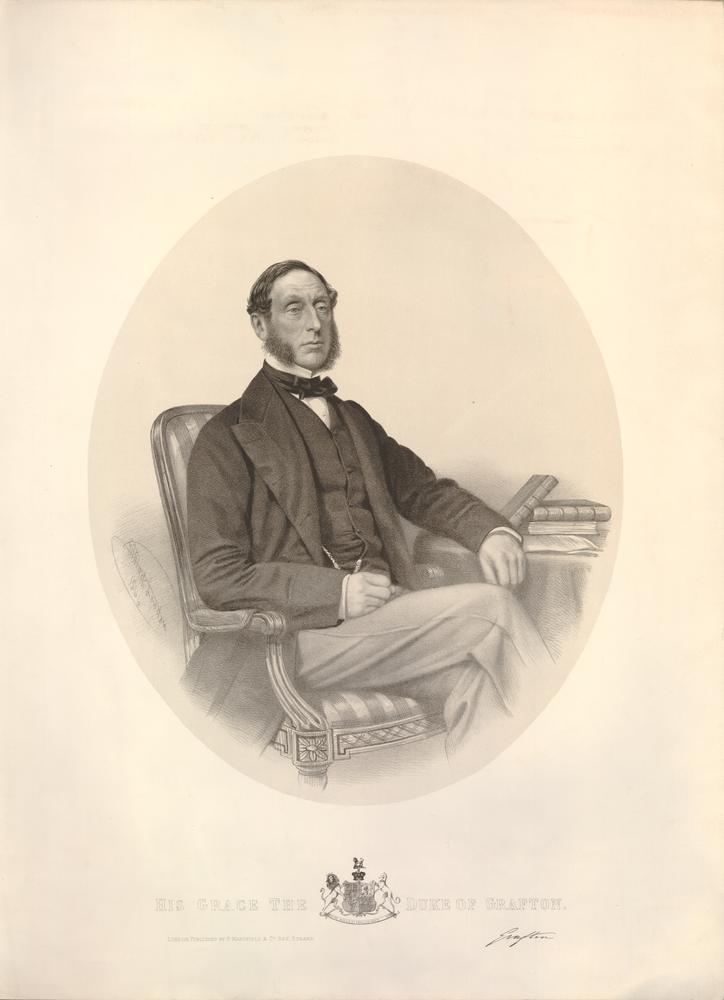
第6代グラフトン公爵、1866年。

第6代グラフトン公爵ウィリアム・ヘンリー・フィッツロイ（英語: William Henry Fitzroy, 6th Duke of Grafton、1819年8月4日 – 1882年5月21日）は、イギリスの貴族、政治家。1847年から1863年まで庶民院議員を務めた。1819年から1844年までイプスウィッチ子爵、1844年から1863年までユーストン伯爵の儀礼称号を使用した。

## 生涯
第5代グラフトン公爵ヘンリー・フィッツロイと妻メアリー・キャロライン（Mary Caroline、旧姓バークリー（Berkeley）、1795年6月18日 – 1873年9月10日、サー・ジョージ・クランフィールド・バークリーの娘）の息子として、1819年8月4日にベルグレイヴィアのグローヴナー・プレイスで生まれた。ハーロー校で教育を受けた後、1837年6月22日にケンブリッジ大学トリニティ・カレッジに入学した。1841年に在ナポリイギリス公使館でアタッシェを務めた。

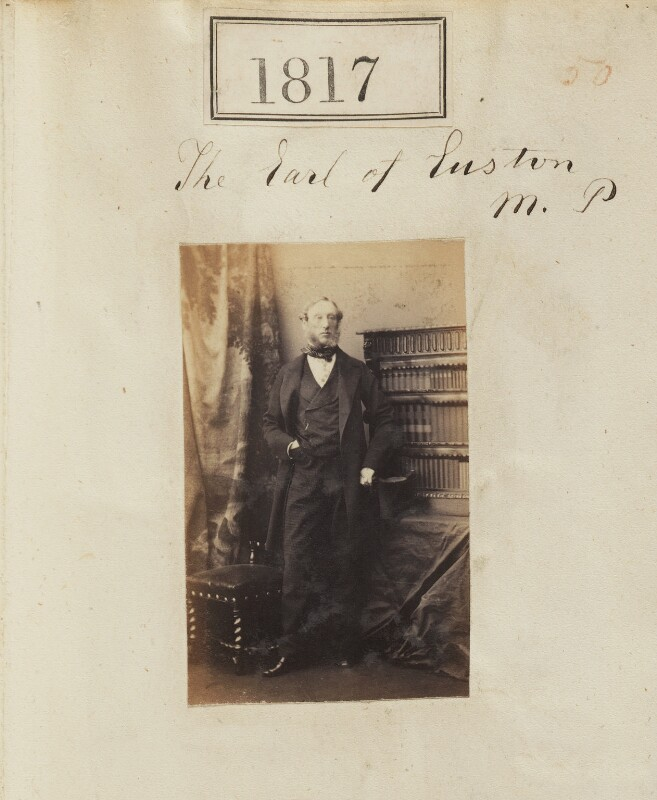
1863年の肖像写真、カミーユ・シルヴィ撮影。

1845年12月24日にウェスト・サフォーク民兵隊隊長に任命されたが、1846年3月に辞任した。1860年8月8日にノーサンプトンシャー・ライフル志願兵第1大隊の副隊長に任命され、同年11月7日にサフォークの副統監に任命された。
1847年イギリス総選挙でホイッグ党（のち自由党）候補としてセットフォード選挙区から出馬、無投票で当選した。1852年、1857年、1859年の総選挙でも無投票で再選した。1863年3月26日に父が死去すると、グラフトン公爵位を継承した。
1882年5月21日、腸チフスによりグローヴナー・プレイス4号で死去した。子女がおらず、爵位は弟オーガスタス・チャールズ・レノックスが継承した。

## 家族
1858年2月10日、マリー・アン・ルイーズ・ベアリング（Marie Anne Louise Baring、1928年4月8日没、第3代アシュバートン男爵フランシス・ベアリングの娘）と結婚したが、2人の間に子供はいなかった。